# Дисидент
Дисидент (лат. dissidens — незгодний) — особа, яка активно протистоїть встановленій політичній чи релігійній системі, устрою, переконанню або інституції. Часто це призводить до гонінь, репресій і переслідувань його з боку влади. В католицьких державах у середньовіччі особи, яких вважали відступниками від католицтва; з часів Реформації — християни, що не дотримувалися панівного в даній державі віросповідання (католицького чи протестантського). В СРСР з кінця 50-х до середини 80-х — учасники опозиційного руху.

## Історія терміна

### У релігійному значенні
В Англії XVII—XVIII століть термін «дисиденти» або «дисентери» (англ. dissenters) застосовувався до членів протестантських груп, що протистояли Англіканській церкві: пуритан, квакерів і т. ін. Також вони називалися нонконформістами.
У Речі Посполитій після початку Реформації дисидентами стали називати спочатку послідовників усіх християнських сповідань. [джерело?] (Великий коронний маршалок Ян Фірлей пропонував встановити мир між тими, хто різниться в релігії (pax inter dissidentes de religione)), що було здійснено на конвокаційному сеймі 1573 р. в акті Варшавської генеральної конференції.
Потім слово «дисиденти» стало означати тільки не-католиків. Ще раніше значення цього слова звузилося іншим чином: після Берестейської унії 1596 р. не прийнявших її православних у Польщі стали називати дизунітами (пол. dyzunity), і назва «дисиденти» залишилася тільки за послідовниками протестантського віросповідання, хоча поза межами Польщі (зокрема, в Росії) польських православних продовжували іменувати дисидентами.

## Дисиденти в СРСР
В СРСР дисиденти виступали за демократизацію суспільства, дотримання прав і свобод людини, в неросійських республіках — за національні права, власну державність; найвідоміші в Росії: О. Солженіцин, А. Сахаров, В. Буковський, Ю. Орлов, А. Щаранський; в Україні: Л. Лук'яненко, Ніна Строката, Іван Кандиба, В'ячеслав Чорновіл, Петро Григоренко, Леонід Плющ, Микола Руденко, Василь Стус, Юрій-Богдан Шухевич; існували підпільні групи (Укр. робітничо-селянська спілка, Укр. національний фронт), відкрито діяла Укр. Гельсінська група (з 1976); дисидентів жорстоко переслідували (вбивства при загадкових обставинах, ув'язнення в тюрмах і таборах, у тому числі суворого режиму, заслання, примусове лікування у психіатричних закладах, створення атмосфери психологічного терору та позбавлення можливості працювати).
Історію дисидентської активності в СРСР заведено вести від «справи» А. Д. Синявського і Ю. М. Даніеля. Арешт у 1965 р. двох московських літераторів за публікацію на Заході своїх творів викликав першу широку кампанію громадського протесту. Ще до процесу, 5 грудня 1965 р., на Пушкінській площі в Москві пройшов перший правозахисний мітинг із вимогою гласності суду над ними.